# Monumento alla memoria di Giuseppe Bossi
Il monumento alla memoria di Giuseppe Bossi è un cippo in marmo realizzato da Antonio Canova e da Pompeo Marchesi, ed eretto presso la Pinacoteca ambrosiana a Milano dove è tuttora conservato. Fu inaugurato il 16 maggio 1818 con un discorso del letterato Ermes Visconti (1784-1841) in memoria del pittore Giuseppe Bossi (1777-1815).

## Storia e descrizione
Il monumento fu eretto per onorare la prematura morte, avvenuta a 38 anni, di Giuseppe Bossi, accademico milanese rinnovatore dell'Accademia di Brera e protagonista della scena artistica neoclassica italiana. Tre anni dopo la scomparsa del Bossi venne quindi realizzato il monumento, disegnato dal pittore Pelagio Pelagi, realizzato da Antonio Canova e Pompeo Marchesi, tutti e tre cari amici del defunto, e con ornamenti disegnati dall'architetto Giacomo Moraglia.
Il monumento può essere suddiviso in tre parti: il basamento inferiore, decorato con due teste scolpite dal Marchesi e con una lapide recante l'iscrizione:

Sopra il basamento vi è un'edicola coronata da un timpano triangolare decorata con un bassorilievo raffigurante l'Amicizia piangente sempre del Marchesi. Sopra di questa vi è sostenuta la testa del defunto, realizzata e donata da Antonio Canova che firmò l'opera sul lato sinistro con la dedica: 
Il Canova era legato al Bossi da profonda e tenera amicizia: in una lettera dello scultore veneto egli parla con tutta probabilità del Bossi e del ritratto per lui scolpito con le seguenti parole: «Il busto che lo rappresenta, e che io, piangendo, ho eseguito, serva a far parte del suo sepolcro; e ricordi ai posteri la mia tenera amicizia verso di lui».
Il Bossi era stato sepolto al cimitero del Gentilino fuori Porta Ticinese poi demoito nel 1895; i suoi resti non sono oggi identificabili. Sulla tomba una lapide in latino intitolata a "IOS. FRAN. BOSSIVS" elencava i meriti e i titoli del pittore.